# Heinrich Kuhl
Heinrich Kuhl (ur. 17 września 1797 w Hanau, zm. 14 września 1821 w Buitenzorgu) – niemiecki przyrodnik – zoolog, mykolog.
Był asystentem Coenraada Jacoba Temmincka w Narodowym Muzeum Naturalnym w Lejdzie w latach 1818–1820. Opublikował kilka monografii dotyczących nietoperzy oraz papug. W roku 1820 prowadził badania na terenach wyspy Jawa i ówczesnych Holenderskich Indii Wschodnich. Opisał wiele nowych gatunków oraz rodzajów płazów i gadów. Zmarł w 1821 na infekcję wątroby.
Epitety gatunkowe jelenia baweańskiego (Axis kuhlii), gekona fałdoskórego (Ptychozoon kuhli) i piskorka Kuhla (Pangio kuhlii), oraz nazwy rodzajowe roślin Kuhlia (z rodziny wierzbowatych) i Kuhlhasseltia (z rodziny storczykowatych) są eponimami mającymi na celu upamiętnienie Heinricha Kuhla.